# Kopalina (Jelcz-Laskowice)
Kopalina (deutsch Rodeland) ist ein Dorf in Niederschlesien. Der Ort liegt in der Gmina Jelcz-Laskowice im Powiat Oławski in der polnischen Woiwodschaft Niederschlesien.

## Geographie

### Geographische Lage
Das Straßendorf Kopalina liegt 10 Kilometer östlich des Gemeindesitzes Jelcz-Laskowice (Jeltsch-Laskowitz), ca. 14 Kilometer nordöstlich von der Kreisstadt Oława (Ohlau) und rund 36 Kilometer südöstlich der Woiwodschaftshauptstadt Breslau. Der Ort liegt in der Nizina Śląska (Schlesische Tiefebene) innerhalb der Równina Oleśnicka (Oelser Ebene). Umgeben ist der Ort von weitläufigen Waldgebieten.
Der Ort liegt an der Bahnstrecke Opole–Jelcz-Laskowice.

### Nachbarorte
Nachbarorte von Kopalina sind im Westen Piekary  (Beckern), im Norden Miłocice Małe (Klein Mühlatschütz) und im Südosten Minkowice Oławskie (Minken).

## Geschichte
Rodeland wurde im 17. Jahrhundert auf einer gerodeten Waldfläche ausgesetzt. 1606 wird erstmals eine Schäferei erwähnt.
Nach dem Ersten Schlesischen Krieg 1742 fiel Rodeland zusammen mit dem größten Teil Schlesiens an Preußen. 1783 zählte der Ort ein Vorwerk, eine Schule, eine Mühle, 37 andere Häuser sowie 392 Einwohner,.
Nach der Neugliederung Preußens gehörte die Landgemeinde Rodeland ab 1815 zur Provinz Schlesien und war ab 1816 dem Landkreis Ohlau eingegliedert. 1874 wurde der Amtsbezirk Minken gegründet, welcher die Landgemeinden Bischwitz über der Oder, Minken und Rodeland umfasste. 1885 zählte der Ort 351 Einwohner.
1933 zählte Rodeland 413, 1939 wiederum 368 Einwohner. Bis 1945 befand sich der Ort im Landkreis Ohlau.
Als Folge des Zweiten Weltkriegs fiel Rodeland wie fast ganz Schlesien 1945 an Polen, wurde in Kopalina umbenannt und der Woiwodschaft Breslau angegliedert. Die deutsche Bevölkerung wurde, soweit sie nicht vorher geflohen war, weitgehend vertrieben. Die neu angesiedelten Bewohner waren zum Teil Heimatvertriebene aus Ostpolen. 1999 kam der Ort zum Powiat Oławski in der Woiwodschaft Niederschlesien.

## Sehenswürdigkeiten
- Empfangsgebäude des Bahnhofs Kopalnia
- Steinerne Wegekapelle

## Vereine
- Freiwillige Feuerwehr OSP Kopalina